# Santiago Sinclair
Santiago Sinclair Oyaneder (Santiago, 29 de diciembre de 1927) es un militar y político chileno. Fue senador Institucional, vicecomandante en Jefe del Ejército y miembro de la Junta Militar de Gobierno.
Se encuentra condenado por crímenes de lesa humanidad y graves violaciones a los derechos humanos.

## Carrera militar
Tempranamente, a la edad de catorce años, se incorporó a la Escuela Militar para recibir la instrucción del ejército, egresando en 1948 bajo el grado de Oficial.

### Historial militar
Su historial de ascensos en el Ejército es el siguiente:
- 1944: Cadete de la Escuela Militar
- 1948: Alférez
- 1949: Subteniente
- 1955: Teniente
- 1960: Capitán
- 1965: Mayor
- 1971: Teniente Coronel
- 1976: Coronel
- 1981: Brigadier General
- 1983: Mayor General
- 1985: Teniente General

### Matrimonio e hijos
Está casado con Doris Manley Ramírez y tiene cuatro hijos.
Desde esa fecha se inició su extensa trayectoria militar. En 1967 se desempeñó como Observador Militar en el Canal de Suez y en 1973 fue designado como Subdirector de la Academia de Guerra, fue destinado como Comandante del Regimiento de Caballería Blindada N°2 de Cazadores.
Durante la dictadura militar obtuvo importantes cargos en el sector público. Viajó a Corea como agregado militar en 1975. Ocupó el cargo de Director de Operaciones del Ejército en 1977 y al año siguiente fue designado Director de Personal. En el año 1979 asumió como Ministro Jefe del Estado Mayor Presidencial y en 1982, como Ministro Jefe COAP.
En 1983 fue designado Ministro de Estado en el cargo de Secretario General de la Presidencia, pero solo ejerció por dos años, debido a que, en 1985, asumió la Vicecomandancia en Jefe del Ejército y ascendido a teniente general.
Bajo este grado, el 30 de noviembre de 1988 se incorporó como miembro titular de la Junta de Gobierno en representación de Augusto Pinochet. En 1989 se acogió a retiro, desempeñó su cargo en la Junta de Gobierno hasta el 2 de enero de 1990.
En 1990 fue designado Senador Institucional por el Consejo de Seguridad Nacional, debido a su calidad de ex Vicecomandante en Jefe del Ejército. Durante el primer período de 1990 a 1994 integró las Comisiones de Defensa Nacional y Agricultura del Senado, en las que siguió participando hasta 1998.

## Condenas por violaciones a los derechos humanos
En agosto de 2020, la Corte de Apelaciones de Santiago lo condenó junto a otros tres miembros en retiro del ejército como autor de doce ejecuciones que se llevaron a cabo en octubre de 1973, en Valdivia, como parte de la denominada Caravana de la Muerte. La condena corresponde a cinco años y un día de presidio. En junio de 2023, la Sala Penal de la Corte Suprema lo condenó por este crimen a una pena de 18 años de prisión, aumentando la condena, pues se estimó que no correspondía aplicar media prescripción a delitos de lesa humanidad.
En junio de 2021 fue declarado culpable del homicidio calificado de 17 campesinos en la comuna de Futrono en octubre de 1973, suceso conocido como la Masacre de Chihuío. Los trabajadores en cuestión fueron apresados, torturados y fusilados luego de que sus patrones informaran al régimen que dichos campesinos fueron seguidores del gobierno de Salvador Allende, entre los 17 campesinos asesinados, había 15 evangélicos, que cantaron alabanzas hasta su muerte.

### Condecoraciones extranjeras
- Gran Cruz de la Orden de la Cruz del Sur ( Brasil, 1980).